# جون باركر (لاعب كريكت نيوزلندي)
جون باركر (21 فبراير 1951 في نيوزيلندا - ) (بالإنجليزية: John Parker)‏ هو لاعب كريكت نيوزلندي. شارك مع منتخب نيوزيلندا الوطني للكريكت. أما مع النوادي، فقد لعب مع Northern Districts men's cricket team ‏ ونادي مقاطعة ورسسترشاير للكريكيت ‏.

## وصلات خارجية
- جون باركر على موقع إي آس بي آن كريك إنفو (الإنجليزية)